# Панфорте

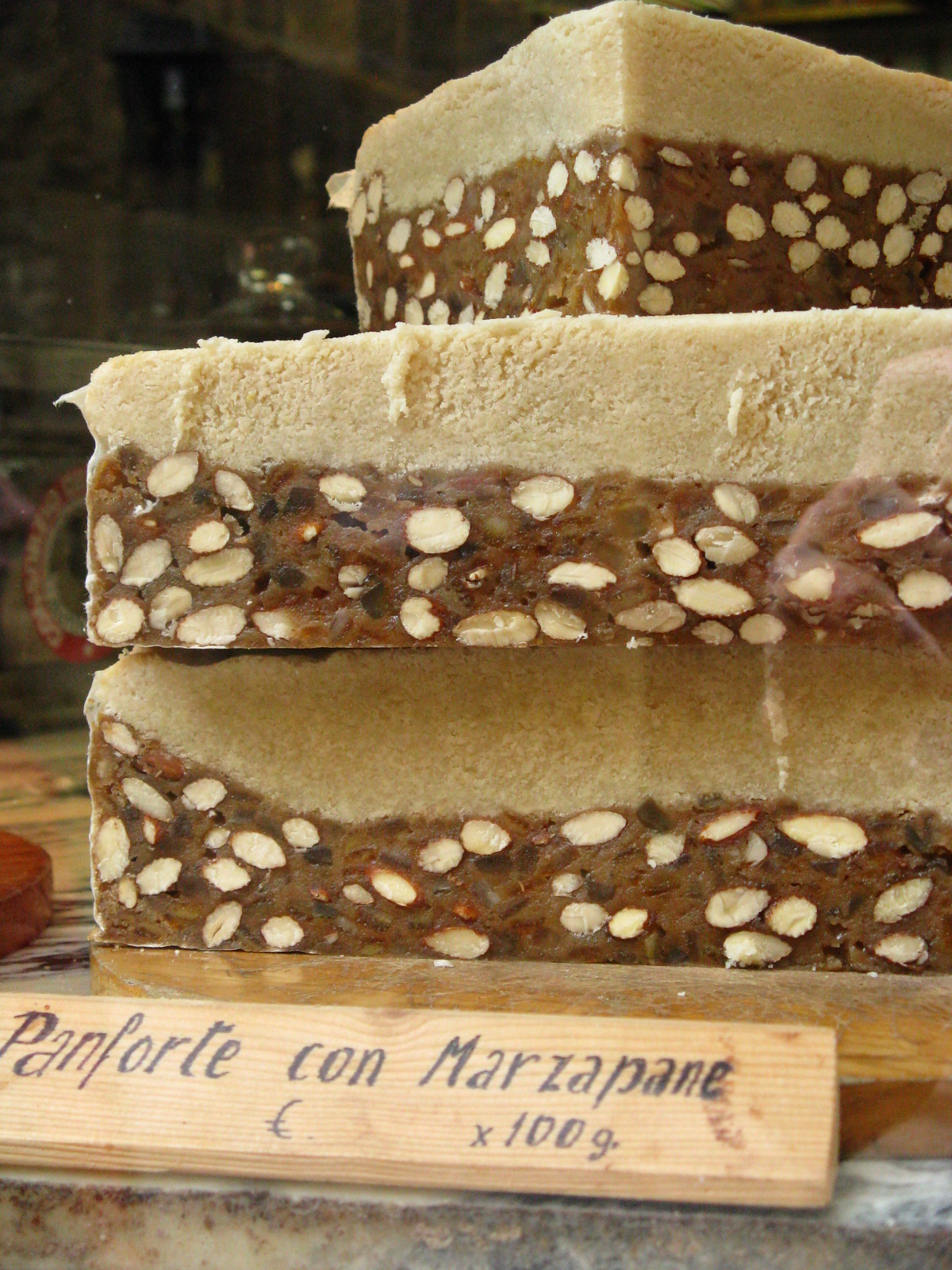
Панфорте с марципаном из Тосканы

Панфо́рте (итал. Panforte) — это традиционное итальянское лакомство, которое обычно готовят на Рождество. Представляет собой плотный пряник, коврижку или пирог с миндалём, орехами, сухофруктами и ягодами. Название этого лакомства происходит от итальянских слов «pane» — «хлеб» и «forte» — «сильный».

## История
Первые свидетельства о нём относятся к 1000 году, тогда он назывался итал. Pane Natalizio («Рождественский Хлеб») или итал. Pane Aromatico («Ароматный Хлеб») или итал. Pan Pepatus («Перчёный Хлеб»). Также панфорте называют «Сиенским пирогом».
Существует несколько легенд о происхождении панфорте, например, одна из версий говорит о том, что впервые панфорте было испечено в Сиенском монастыре одной из монахинь, решившей позаботиться о здоровье граждан, утомлённых длительной осадой города. Другая легенда гласит о том, что маленький мальчик протянул новорождённому Христу кусочек хлеба и миндаля, и это превратилось в ароматное лакомство.
В 1370 году венецианцы начали есть панфорте по праздникам. Из-за многочисленных специй, придающих сильный аромат, этот хлебец считался сильным возбуждающим средством. Несколько веков спустя Энрико Риги, владелец кондитерской, специализировавшийся на изготовлении пряного хлеба, изготовил по случаю визита королевы Маргариты Савойской новую разновидность панфорте — «Панфорте Маргарита». Этот белый панфорте отличается от традиционного иным методом засахаривания фруктов и добавлением марципана, что делает его более мягким, рассыпчатым и светлым. В настоящее время рецептов приготовления панфорте множество, и найти этот десерт можно практически в любой итальянской кондитерской.

## Приготовление
Панфорте пекут в небольших формах, технология приготовления различных видов схожа, обычно отличается набором сухофруктов, орехов, изюма, специй. Он состоит из муки, сушеных фруктов и воды, в которой предварительно вымачивали яблоки.
Панфорте отличается большим сроком хранения — до полугода.